# Phước Hòa, Bác Ái
Phước Hòa là một xã thuộc huyện Bác Ái, tỉnh Ninh Thuận, Việt Nam.

## Địa lý
Xã Phước Hòa nằm ở phía tây huyện Bác Ái, có vị trí địa lý:
- Phía đông giáp xã Phước Tân
- Phía tây giáp tỉnh Lâm Đồng
- Phía nam giáp huyện Ninh Sơn
- Phía bắc giáp xã Phước Bình.

Xã có diện tích 124,83 km², dân số năm 2019 là 1.860 người, mật độ dân số đạt 15 người/km².

## Lịch sử
Trước đây, Phước Hòa là một xã thuộc huyện Ninh Sơn.
Ngày 6 tháng 11 năm 2000, huyện Ninh Sơn được chia thành hai huyện Ninh Sơn và Bác Ái, xã Phước Hòa chuyển sang trực thuộc huyện Bác Ái như hiện nay.